# 교동 (밀양시)
교동(校洞)은 대한민국 경상남도 밀양시의 동이다. 면적은 4.61  km2이고, 인구는 2011년 7월 1일을 기준으로 2,766세대 7,384명이다.

## 개요
추화산 정상을 중심으로 삼국시대 돌로 쌓은 둘레 2,360척의 추화 산성,조선시대 관학기관인 향교가 소재해 있으며 최근에는 국도 25호선 확포장 공사, 대구- 대동간 고속도로 착공으로 인하여 사통팔달의 교통이 발달하였다. 대단위 택지개발 조성사업과 대형 아파트 단지 조성 등으로 많은 인구가 유입되어 전형적인 주거지역으로 발전하고 있으며 특히 21세기 지역발전의 중추적인 역할을 수행할 밀양시 청사와 국제경기 규모의 현대적 시설을 갖춘 밀양공설운동장 등이 있다. 교동은 밀성근린공원, 종합문화 예술타운, 종합스포츠 단지 조성으로 공공,문화,스포츠등 밀양시의 신시가지로서 급부상 하고 있다.

## 행정 구역
- 교동

## 관광
- 추화산성